# Lauxanioidea
Super-famille
Les Lauxanioidea sont une super-famille d'insectes diptères brachycères muscomorphes.

## Liste des familles
Selon BioLib (23 mai 2019) :
- famille des Celyphidae Bigot, 1852
- famille des Chamaemyiidae Hendel, 1910[2]
- famille des Lauxaniidae Macquart, 1835